# 金融資本
金融資本（きんゆうしほん、独 Finanzkapital）とは、資本主義経済において、銀行資本と産業資本が一体化した資本のこと。

## 概要
金融資本は、資本主義が帝国主義の段階に入った段階に出現する。19世紀末から20世紀にかけ、資本蓄積が進行する一方において、ヨーロッパの諸銀行が競争を重ねた結果、少数の巨大銀行が多額の貨幣資本を有する状態となった。株式会社制度の発展とも重なり、産業資本家の持つ産業資本は銀行資本と重なるところが多くなり、銀行資本も産業資本へと転化するようになる。
具体的には、銀行はその業務として企業の実態を把握し、産業に重役を送り込んで産業を支配する。産業もまた銀行株を所有して銀行経営に携わる。かくて銀行資本は産業資本に転化し、産業資本はその資本により銀行資本の担い手となる。このようにして、銀行資本と産業資本は合体し、金融資本を作り上げることになる。
このような性質から、金融資本は銀行資本のみ、あるいは産業資本のみで成り立つものではなく、相互が作用しあって初めて成立するもの、と一般にされている。
金融資本は、やがて独占資本へと転化していく。

## 歴史

### ドイツ
ドイツは19世紀後半に、先進工業国イギリスを猛追することになるが、この成功要因のひとつとして活発な金融資本が挙げられる。
ドイツでは、投資銀行が集約した資本を産業資本に出資、いくつもの産業資本を支配し独占資本となっていた。投資銀行は、出資により株式を得て、産業資本の経営に参加する権利を持っていた。投資銀行は、さまざまな産業資本を一手にすることで優秀な経営者を適材適所に配置することが可能であり、ドイツ産業の急速な発展を支えた。

### 日本
日本では、20世紀初頭に三井などに代表される財閥が銀行と持株会社を軸にしたコンツェルンを形成していた。財閥は、自らの出資により産業資本を生み出して企業グループを形成していた。

## 関連文献
- ヒルファーディング『金融資本論』（岡崎次郎訳、岩波文庫）